# James Moore Wayne

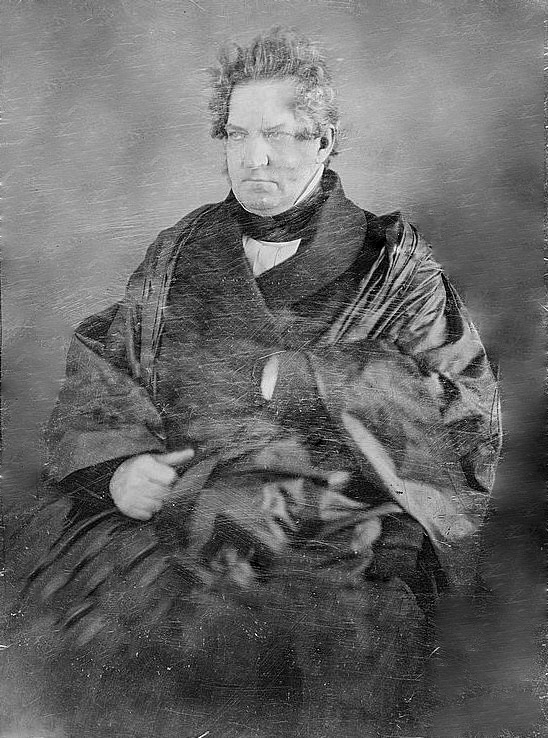
James Moore Wayne som domare i USA:s högsta domstol

James Moore Wayne, född 1790 i Savannah, Georgia, död 5 juli 1867 i Washington, D.C., var en amerikansk demokratisk politiker och jurist. Han var ledamot av USA:s representanthus 1829–1835 och domare i USA:s högsta domstol från 1835 fram till sin död. 
Moore utexaminerades 1808 från College of New Jersey (numera Princeton University) och studerade sedan juridik i New Haven i Connecticut. Han var Savannahs borgmästare 1817–1819. Han tillträdde 1829 som ledamot av USA:s representanthus
President Andrew Jackson utnämnde 1835 Wayne till USA:s högsta domstol. Han avled 1867 i ämbetet. Wayne gravsattes på Laurel Grove Cemetery i Savannah.